# Alto Amazonas
Alto Amazonas is een provincie in de regio Loreto in Peru. De provincie heeft een oppervlakte van 18.764 km² en heeft 120.221 inwoners (2015). De hoofdplaats van de provincie is het district Yurimaguas; dit district vormt eveneens de stad (ciudad) Yurimaguas.

## Bestuurlijke indeling
De provincie Alto Amazonas is verdeeld in zes districten, UBIGEO tussen haakjes:
- (160202) Balsapuerto
- (160205) Jeberos
- (160206) Lagunas
- (160210) Santa Cruz
- (160211) Teniente César López Rojas
- (160201) Yurimaguas, hoofdplaats van de provincie en het vormt eveneens de stad (ciudad) Yurimaguas

Alto Amazonas · Datem del Marañón · Loreto · Mariscal Ramón Castilla · Maynas · Putumayo · Requena · Ucayali